# Olivier Piot
Pour les articles homonymes, voir Piot.
Olivier Piot, né le 30 novembre 1963 à Lyon, est un journaliste français. 
Spécialiste de l'Afrique et de la question kurde au Moyen-Orient, il a fondé et coordonne depuis 2016 la plateforme afro-européenne Médias & Démocratie, organisation de la société civile (OSC) composée exclusivement de journalistes africains et européens destinée à la formation de journalistes professionnels du continent africain. 

## Biographie

### Formation
Olivier Piot fait ses études secondaires au lycée Carnot puis il est élève en classes préparatoires (hypokhâgne-khâgne) au lycée Condorcet (Paris). Il poursuit des études de philosophie et d'histoire à l'université Paris X-Nanterre où il obtient un DEA  d'Histoire et un DEA de philosophie Politique et religion sous la direction de Georges Labica.

### Carrière professionnelle
Rédacteur au service économie du journal Le Monde, spécialisé sur les questions sociales et les pays en voie de développement, il devient rédacteur en chef de l’hebdomadaire Les clés de l’actualité,, puis chef de service au magazine Géo et enfin chef du service international à Le Parisien Magazine.
En 1991, Olivier Piot commence sa carrière comme rédacteur au quotidien Le Monde en France et dans plusieurs pays (francophones, anglophones, lusophones) du continent africain jusqu'en 1999,,,,.
En 2000, il devient rédacteur en chef de l'hebdomadaire pour lycéens Les Clés de l'actualité (Milan Presse) où il développe la collection Bilan du Monde junior en partenariat avec le groupe Le Monde
En 2004, il est nommé chef de service au magazine Géo où il réalise notamment des reportages sur le Kurdistan,, et réalise un web-documentaire pour Géo. Il est l'auteur de trois ouvrages sur la question kurde au Moyen-Orient.
En 2012, il dirige les services Économie, Société et International au Parisien Magazine créé en 2012.
Il devient en 2015 grand reporter indépendant. Il publie depuis des articles dans divers journaux ou magazines, notamment Le Monde diplomatique,, Géo, Orient XXI, Afrique XXI, Le Monde Afrique, Le Monde, Alternatives Internationales.

### Médias & Démocratie(M&D)
Depuis 2016 : après avoir travaillé comme formateur de journalistes pour le CFPJ International dans diverses capitales d'Afrique, Il fonde (2016) et coordonne la plateforme afro-européenne Médias & Démocratie destinée à la formation de journalistes professionnels africains, et assure régulièrement, pour d'autres structures (CFI, IFJ, Unesco…) des missions de formation de journalistes sur le continent africain.

## Publications

### Ouvrages
- L'Afrique noire en France : silence et dénis de la mémoire blanche, 2024. Préface de Souleymane Bachir Diagne. L'Harmattan, 140 p.
- Tunisie, la révolution inachevée, 2021. L'Harmattan, 206 p.
- Kurdes, les damnés de la guerre, 2020. Préface de William Bourdon, Les Petits Matins, 270 p.[20]
- Le peuple kurde, clé de voûte du Moyen-Orient, 2017. Préface de Frédéric Tissot, Les Petits Matins, 200 p.[21],[22]
- Kurdistan : la colère d'un peuple sans droits, 2012. Préface de Bernard Dorin, Les Petits Matins, 220 p.[23]
- La révolution tunisienne : dix jours qui ébranlèrent le monde arabe, 2011. Les Petits Matins, 180 p.[24],[25]
- L'Extrême gauche, 2009. Le cavalier bleu, 192 p.
- Adolescents : Halte aux clichés, 2004. Collection Débats, Éditions Milan, 220 p.
- L'État face à la mondialisation, 1999. Collection Major, PUF
- Finance et économie : la fracture, 1995. Le Monde Édition, 200 p.[26]

### Filmographie
- Vers un grand Kurdistan ?, Géo, 2009, Web-documentaire (140 min), réalisé avec Julien Goldstein[27],[28].
- Marabouts du Sénégal, Toulouse TV, 2004 (52 min), avec Michel Lignon
- Claude Nicolet : parfums d’enfance, Youtube, 2012
- RATP, une histoire sociale, FR3-INA, 1999 (59 min), avec Marcel Teulade